# アルベール・ド・バルロワ

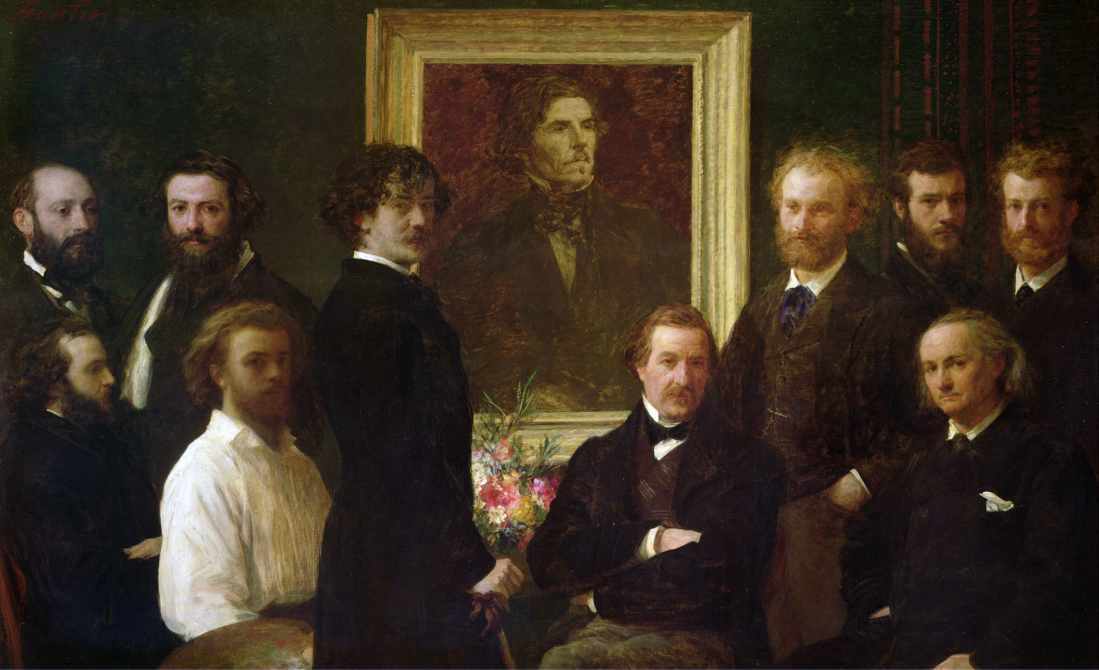
ファンタン＝ラトゥール作のマネやボードレールと描かれた 『ドラクロワへのオマージュ』、後列右端がド・バルロワ

アルベール・ド・バルロワ（Albert de Balleroy、フルネーム:Albert Felix Justin de la Cour de Balleroy、1828年8月15日 - 1872年8月19日）はフランスの画家、版画家である。1856年から1859年まで、パリのパティニョール街にエドゥアール・マネと共同でスタジオを開いていて、このスタジオには多くの芸術家が集まった。画家としては動物画を得意とした。

## 略歴
フランス北部、カルヴァドス県にバルロワ城(Château de Balleroy)を所有するバルロワ侯爵（François de La Cour, Marquis de Balleroy:1796-1875)の息子として、オルヌ県のIgéで生まれた。画家、版画家として1853年から1870年の間、パリのサロンに作品を出展した。狩猟の情景や動物画を描いた。
エドゥアール・マネと親しくなり、1856年にパリのパティニョール街に共同でスタジオを開いた。このスタジオには詩人のシャルル・ボードレールや画家のアンリ・ファンタン＝ラトゥールやカミーユ・ピサロが訪れた。このスタジオで1859年に助手、モデルであった15歳の少年アレクサンドルが首つり自殺をした後、スタジオは閉鎖されたが、マネとは生涯友人であった。ファンタン＝ラトゥールの絵画『ドラクロワへのオマージュ』（1864年）にマネとともに描かれ、エドゥアール・マネの『テュイルリー公園の音楽会』（1862年）には画面の左端に描かれたとされるマネ自身の横のステッキをついた人物としてアルベール・ド・バルロワは描かれている。
普仏戦争中の1870年から1871年の間、カルヴァドス県の国民衛兵の副官を務め、その後、国民議会の議員も務めた。
44歳でジフテリアに罹り、死亡した。彼の子供のうち3人もこの時亡くなった。

## 作品

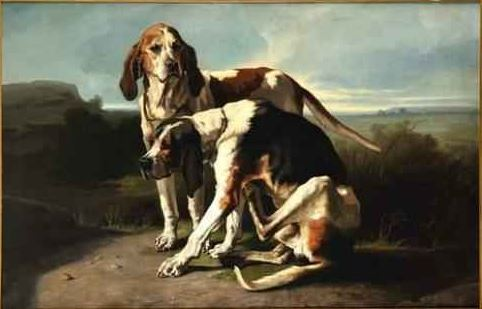
2匹の猟犬
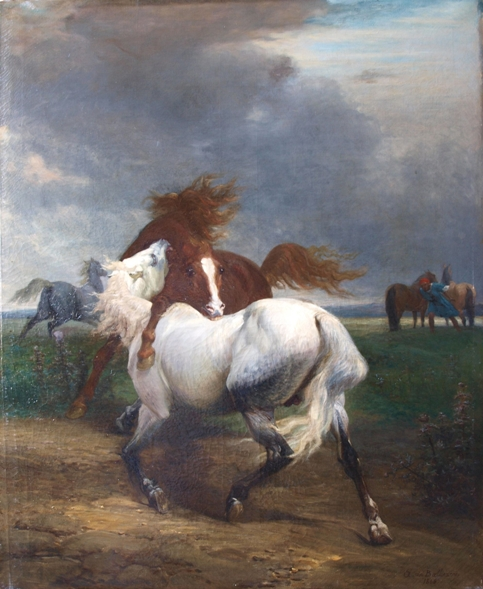
争う馬
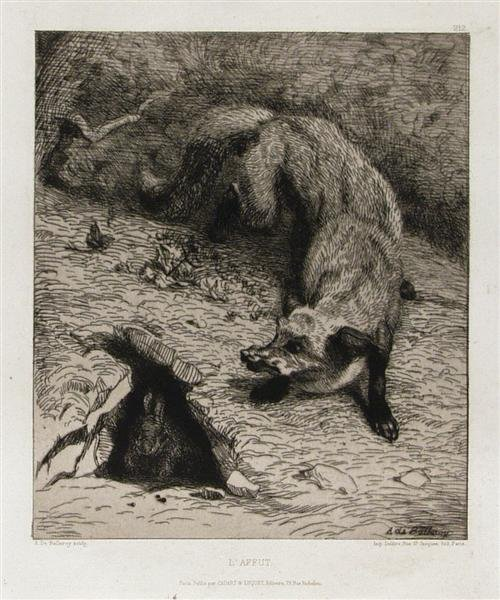
狐と野兎